# Paradoja de la predestinación
Una paradoja de la predestinación o bucle causal, que no es una paradoja en sí, ya que el bucle que se produce es autocoherente y consistente, se utiliza a menudo como una convención de la ciencia ficción. Existe cuando un viajero del tiempo se ve atrapado en un bucle de eventos que lo predestina a viajar en el tiempo.
Debido a la posibilidad de influir en el pasado, cuando se viaja en el tiempo, una forma de explicar por qué la historia no cambia es diciendo que todo lo que ha sucedido debía suceder. Los viajeros del tiempo que tratan de alterar el pasado en este modelo, de forma deliberada o no, solo estarían cumpliendo con su papel en la creación de la historia tal como se la conoce en lugar de cambiarla, o el conocimiento personal de los viajeros del tiempo ya incluiría sus viajes futuros a su propia experiencia del pasado (véase el principio de autoconsistencia de Novikov). 
En otras palabras, los viajeros del tiempo están en el pasado, que exige que ya estuvieran en el pasado antes. Por lo tanto, su presencia es vital para el futuro, y hacen algo que hace que el futuro se produzca en la misma forma que su conocimiento del futuro ya ha ocurrido. Está muy relacionada con la paradoja ontológica y, por lo general, se produce al mismo tiempo. El ejemplo más habitual es que el personaje descubre que es su propio abuelo.
Son ejemplos de esto películas como Doce monos, Terminator, Donnie Darko, Predestination, Interestelar,  Looper y  Tenet, y series como Dark. Se llega a abordar en el episodio Antes de la inundación (Before the flood) de la serie Doctor Who y en videojuegos como Zero Escape: Zero Time Dilemma. Esta paradoja también aparece en la tercera temporada del anime Date a live. Otro ejemplo es el videojuego Scarlet Nexus dónde una de los protagonistas, Kasane Randall, es un buen ejemplo de esta "paradoja".